# Quintus Servilius Fidenas (Konsulartribun 402 v. Chr.)
Quintus Servilius Fidenas war ein Ende des 5. und Anfang des 4. Jahrhunderts v. Chr. insgesamt sechsmal als Konsulartribun amtierender hochrangiger Politiker der Römischen Republik.

## Leben
Quintus Servilius Fidenas entstammte dem altrömischen Geschlecht der Servilier. Laut der Filiation der Fasti Capitolini führte sein Vater ebenfalls das Pränomen Quintus, sein Großvater hingegen den Vornamen Publius.
Servilius Fidenas dürfte ein sehr bedeutender und angesehener Patrizier zur Zeit des Krieges gegen die benachbarte Etruskerstadt Veji und der Eroberung Roms durch die Gallier gewesen sein, da er in dieser Ära nicht weniger als sechsmal dem obersten Gremium von Magistraten, den Konsulartribunen, angehörte: 402, 398, 395, 390, 388 und 386 v. Chr. Nur wenige andere Angehörige der römischen Führungsschicht – wie etwa Marcus Furius Camillus – erreichten vergleichbar oft das höchste Staatsamt. Der Geschichtsschreiber Titus Livius erwähnt aber ferner nur noch, dass Servilius Fidenas 397 v. Chr. Interrex war, offensichtlich konnte die Annalistik trotz seiner einflussreichen Stellung ansonsten keine näheren Angaben zu seiner Person machen.